# 阿佩特隆
阿佩特隆是奥地利布尔根兰州滨湖新锡德尔县的一个市镇。总面积82.21平方公里，总人口1888人，人口密度23.0人/平方公里（2001年）。